# Chiesa della Beata Vergine del Rosario (Asmara)

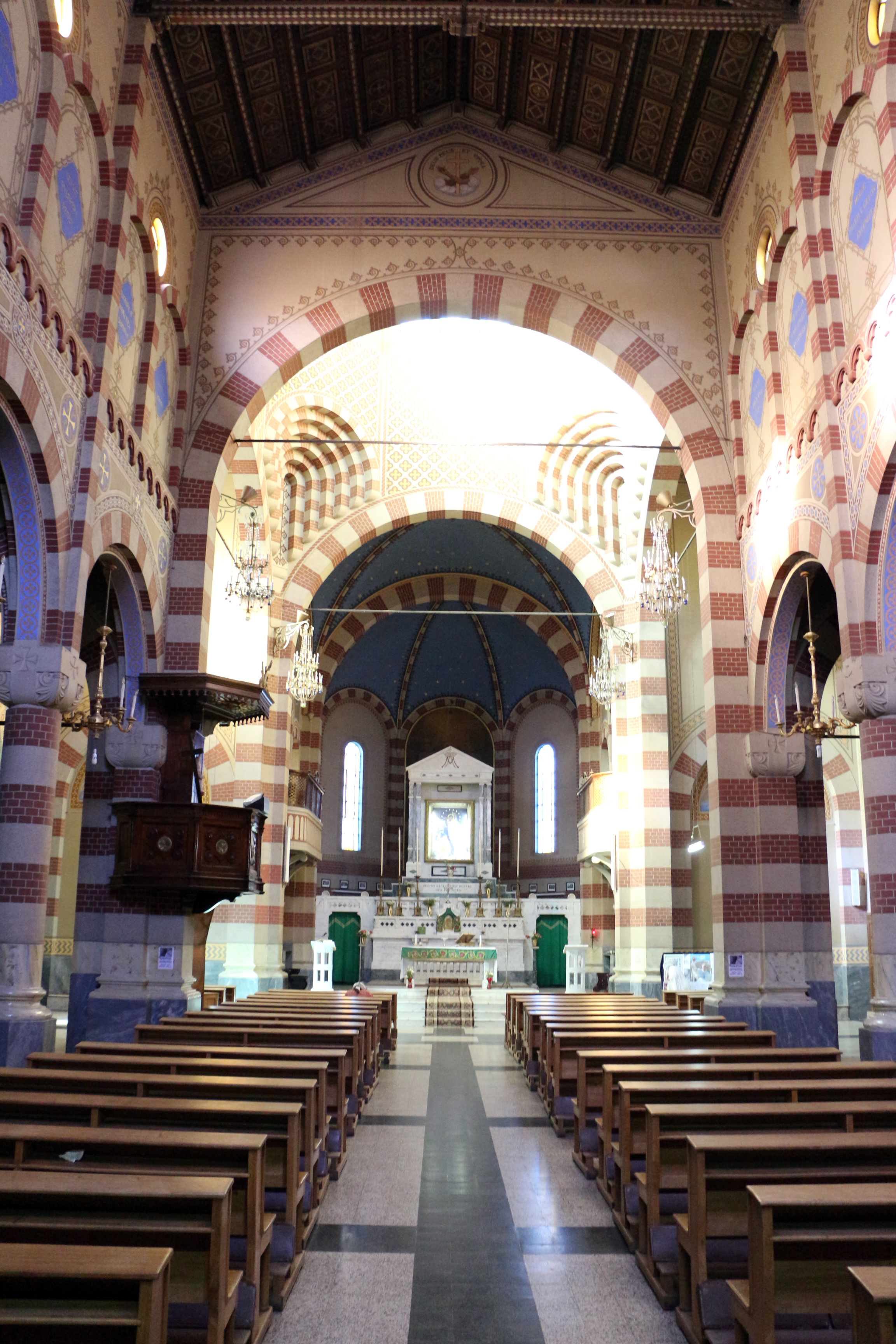
Interno

La cosiddetta cattedrale di Asmara nella capitale dell'Eritrea, Asmara, edificata nel 1921-1923 dal primo Vicario Apostolico dell'Eritrea, con l'assistenza anche delle autorità coloniali italiane, venne costruita in stile romanico lombardo. È stata fino al 21 dicembre 1995 sede del vicariato apostolico di Asmara, ma non sede di un vescovo diocesano e perciò era cattedrale solo in un senso largo. Oggi è una chiesa parrocchiale appartenente all'arcieparchia di Asmara, sede metropolitana della Chiesa cattolica eritrea, una delle Chiese cattoliche orientali in comunione con il papa di Roma. Non contiene la cattedra dell'arcieparca, ma è ancora comunemente chiamata "la cattedrale".

## Storia
L'edificio, che sostituiva una chiesetta dedicata a san Marco, venne realizzato su disegno dell'architetto milanese Oreste Scanavini, ispirandosi allo stile romanico lombardo, col tipico impiego di mattoni a vista. La costruzione, iniziata nel giugno 1921, venne terminata nel settembre 1923 e la chiesa fu consacrata il 14 ottobre 1923.
Nel 1940-1941, quasi il 28% della popolazione dell'Eritrea era cattolica. La grandissima maggioranza dei cattolici erano italiani ed altri membri della Chiesa latina, soggetti perciò al vicariato apostolico, mentre dal 1930 esisteva anche un ordinariato per i fedeli di rito orientale al servizio pastorale dei molto meno numerosi cattolici di tradizione etiopica.
Dopo la Seconda Guerra Mondiale e l'imposizione dell'autorità dell'Etiopia sull'Eritrea, la presenza italiana si è ridotta notevolmente. Nel 1971, quando si e dimesso il quarto ed ultimo Vicario Apostolico, non gli è stato nominato alcun successore. L'ordinariato per i cattolici orientali cresceva ed è stato elevato al grado di esarcato apostolico nel 1951 e di eparchia nel 1961. La risultante Eparchia di Asmara è stata poi divisa in tre nel 1995 con l'erezione delle due nuove eparchie di Barentù e di Cheren. Come parte di questa riorganizzazione della Chiesa cattolica nell'Eritrea il vicariato apostolico, vacante da oltre 24 anni, è stato soppresso. Il frate cappuccino, Luca Milesi, che dal 1971 governava il vicariato come amministratore apostolico, è stato nominato primo eparca di Barentù.
Così quella che era la principale chiesa del vicariato apostolico è ora una chiesa parrocchiale dell'arcieparchia di Asmara, la cui cattedrale è la chiesa di Kidane Mehret. Tuttavia essa è ancora chiamata popolarmente "la cattedrale".

## Descrizione
La chiesa è dedicata alla Madonna del Rosario.
L'edificio, a tre navate con transetto e con tre absidi, ha 40 metri di lunghezza, 27 di larghezza e 25 di altezza fino alla lanterna, che è coronata da una statua di bronzo dell'arcangelo Gabriele, interpretata da alcuni come immagine dell'arcangelo Michele, nonostante l'assenza delle armi con le quali questi è solitamente rappresentato.
L'iniziatore della costruzione era monsignor Camillo Francesco Carrara, O.F.M.Cap., vescovo titolare di Agatopoli e primo vicario apostolico d'Eritrea. Una lapide di grandi dimensioni all'interno della chiesa ricorda "i più generosi oblatori" alle spese, fra i quali Benito Mussolini e altre personalità importanti dell'epoca. La pala d'altare, la Assunzione di Maria del pittore romano Carlo Maratta (1625–1713) è stata donata dal re d'Italia Vittorio Emanuele III di Savoia.
Si è cominciata più tardi la costruzione del campanile (alto più di 52 metri), opera portata a termine nel 1925 dopo la morte (il 15 giugno 1924) di monsignor Carrara. Le campane sono otto (un'ottava da la a la, fuse a Padova dalla fonderia pontificia Colbachini) e sono state ricavate dai cannoni austro-ungarici catturati nella prima guerra mondiale. La più grande pesa 38 quintali. Vi è stato installato un orologio elettronico nel 1987.
Nel complesso architettonico della chiesa si trovano anche una scuola elementare, un monastero e un convento, elementi presenti sin dall'iniziale costruzione dell'edificio.

## Galleria d'immagini

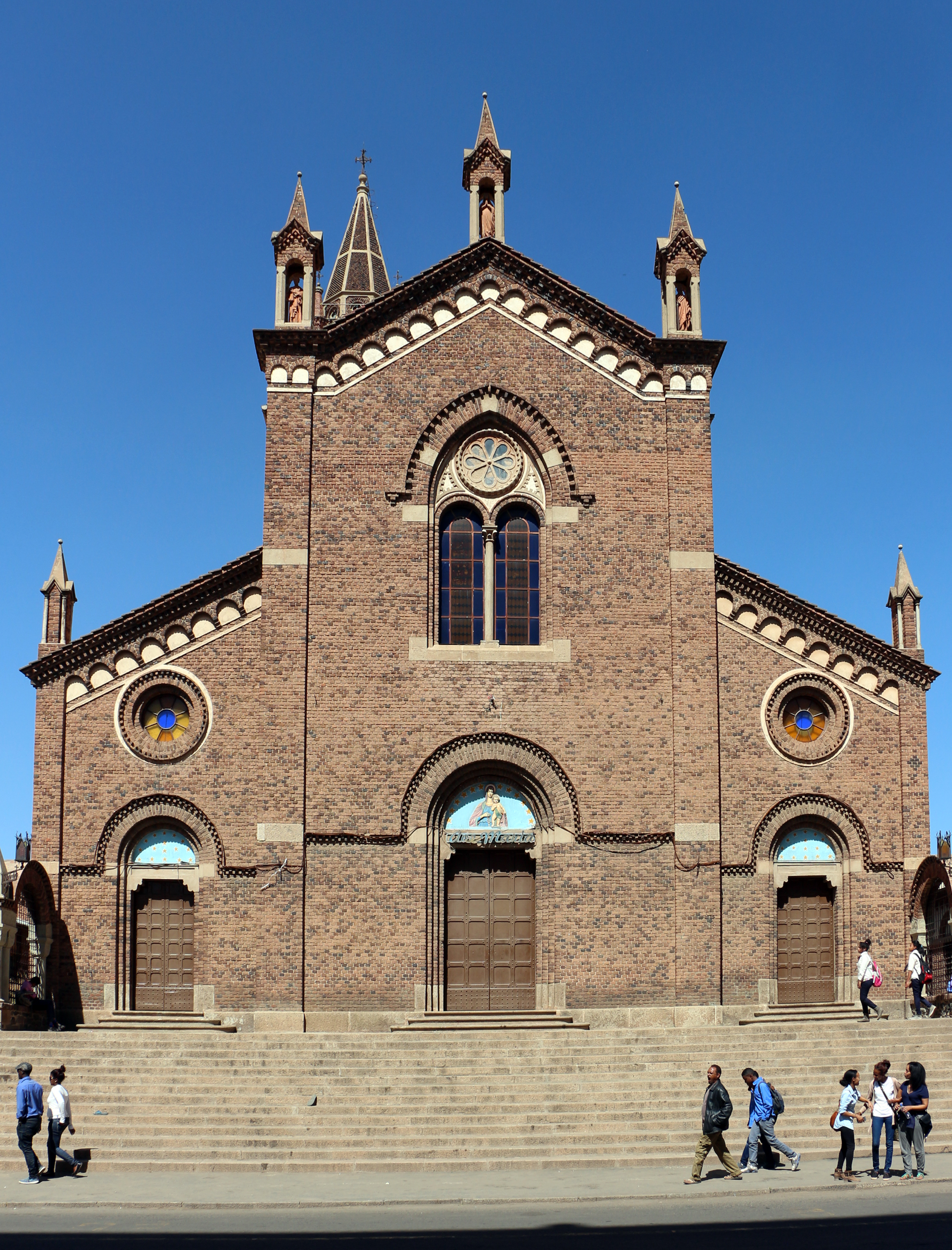
Facciata
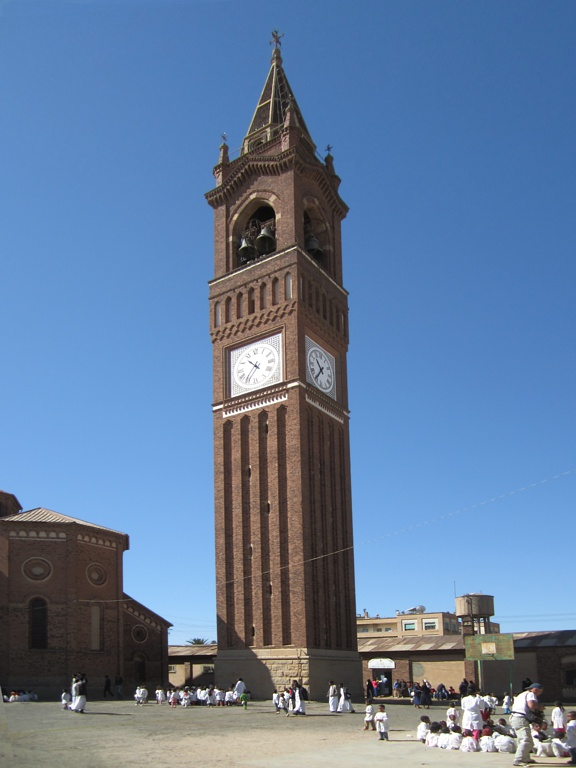
Torre campanaria
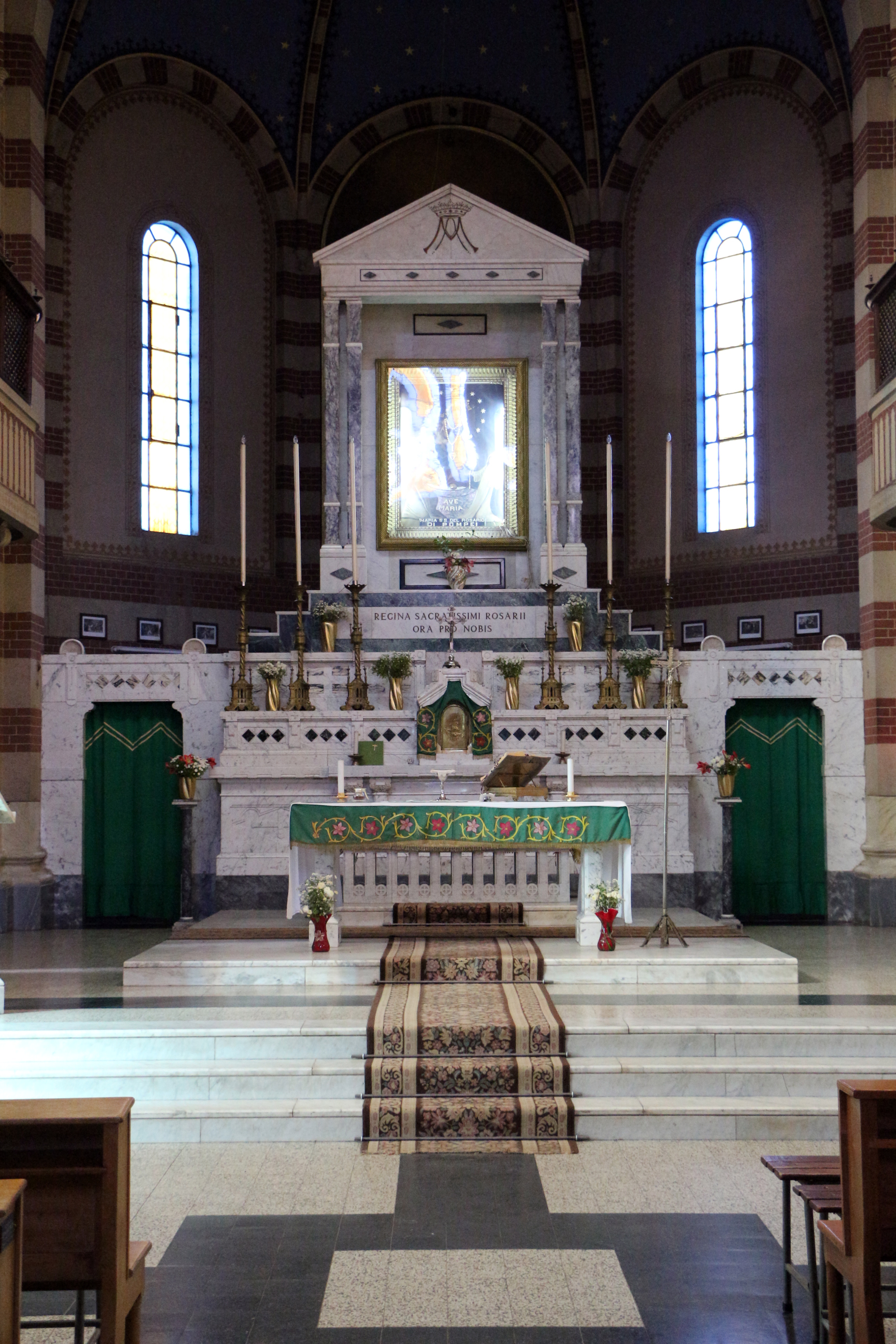
Altare maggiore
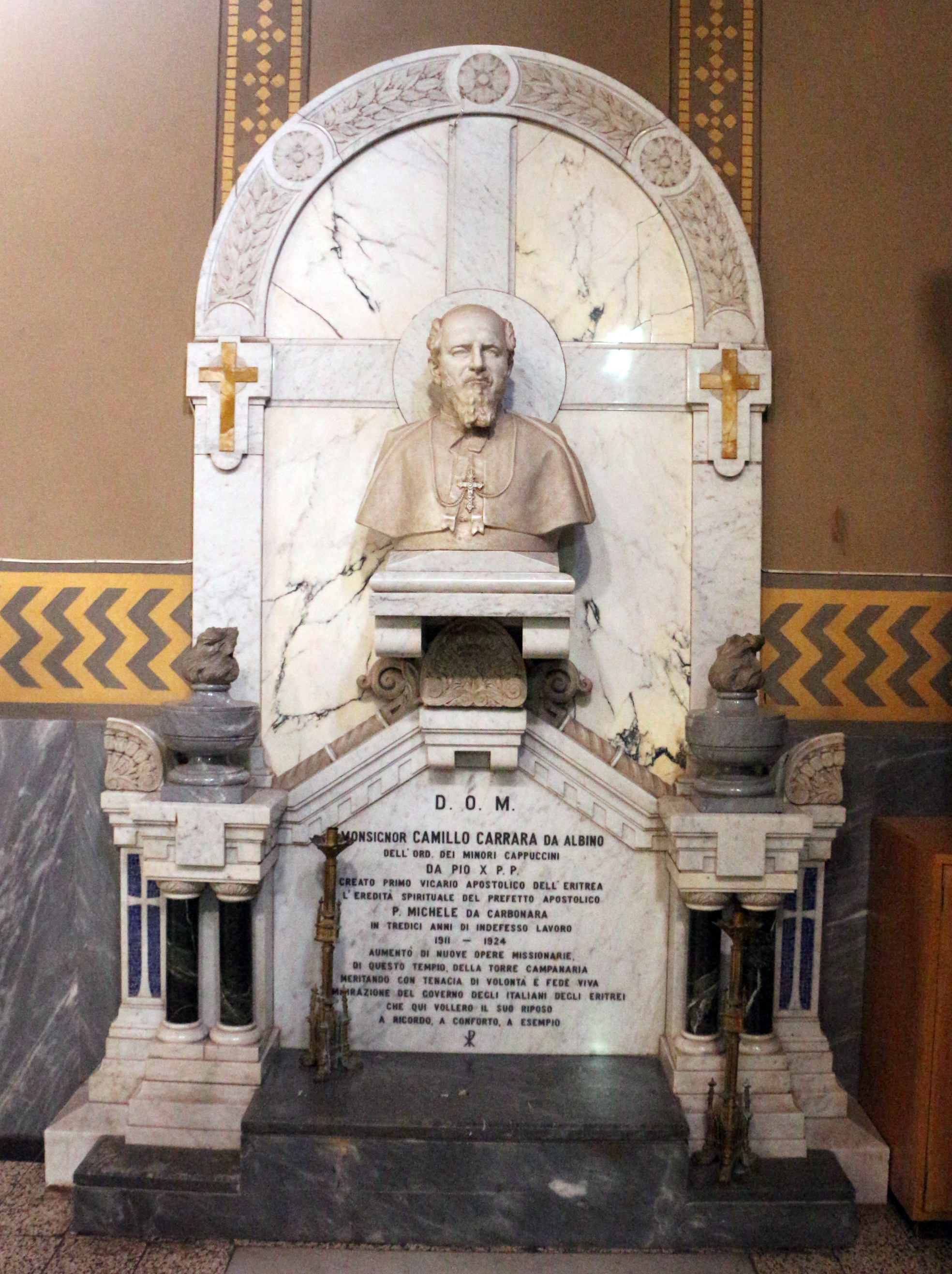
Tomba di mons. Camillo Carrara
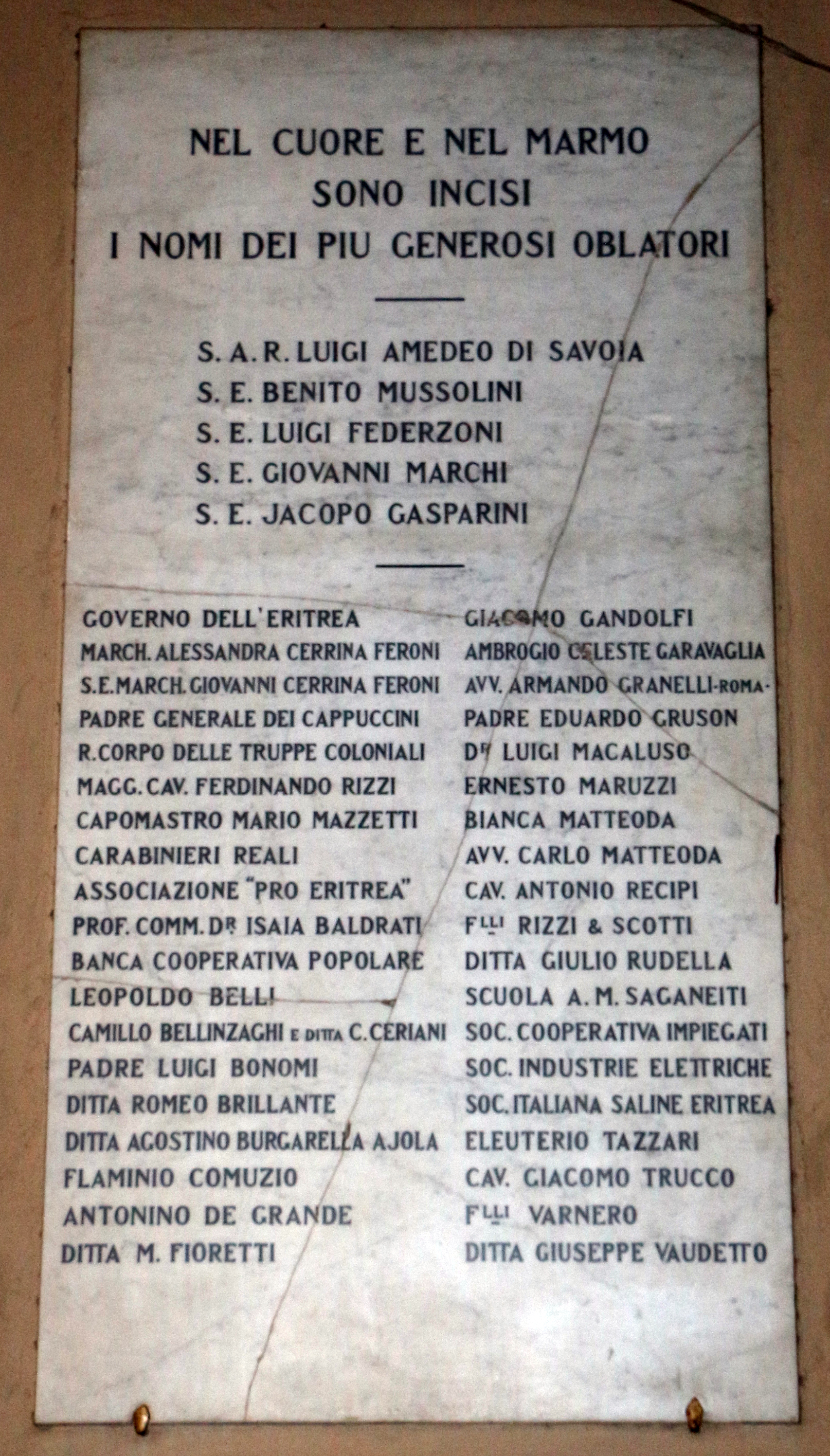
Lapide ricordo dei principali donatori
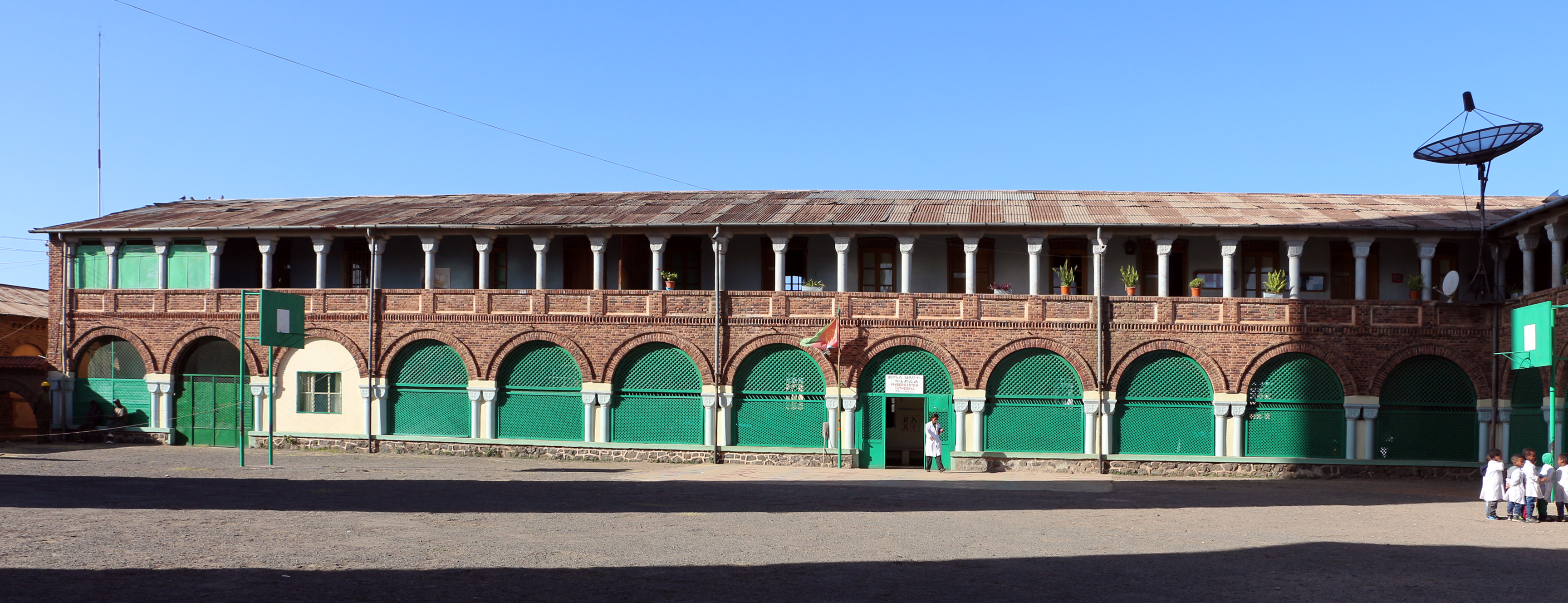
La scuola cattolica